# Roberto III d'Artois
Roberto III d'Artois (1287 – Londra, 1342) fu signore di Domfront, di Conches-en-Ouche, e di Mehun-sur-Yèvre; ricevette in appannaggio nel 1310 la contea di Beaumont-le-Roger come compensazione della mancata assegnazione della contea d'Artois che rivendicava.

## Biografia

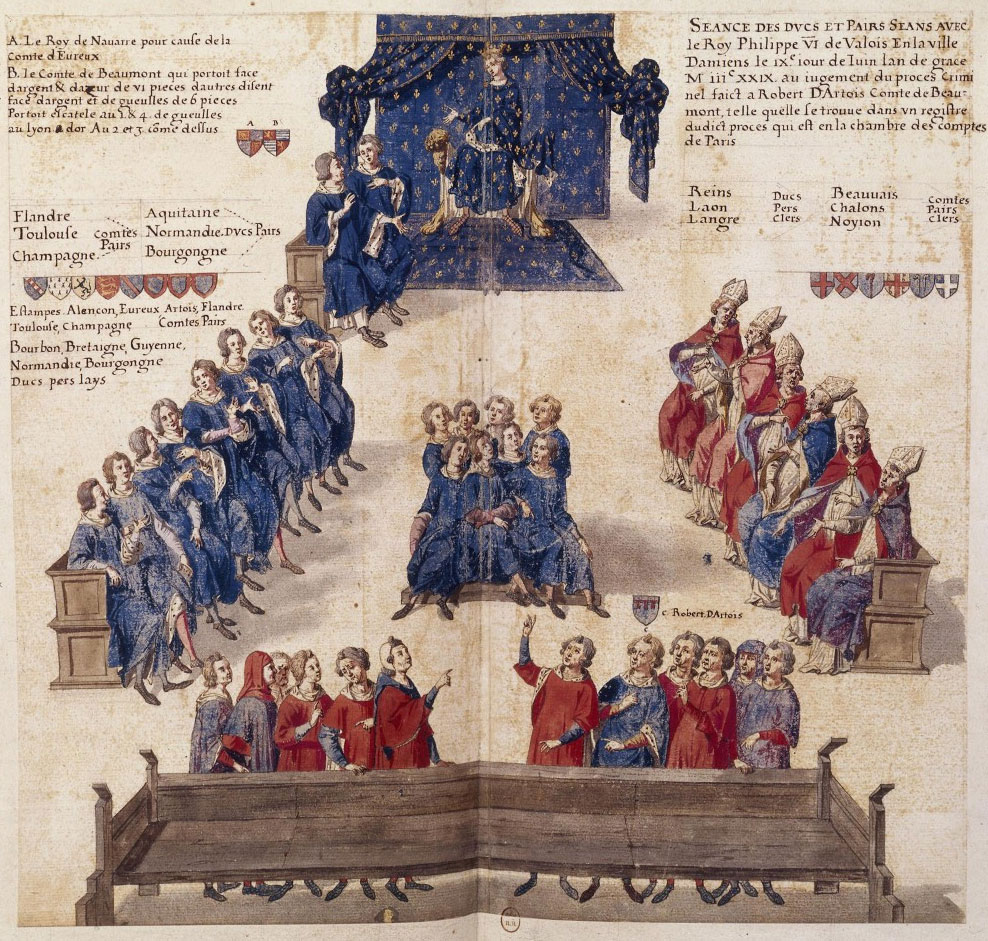
Processo di Roberto III d'Artois nel 1329

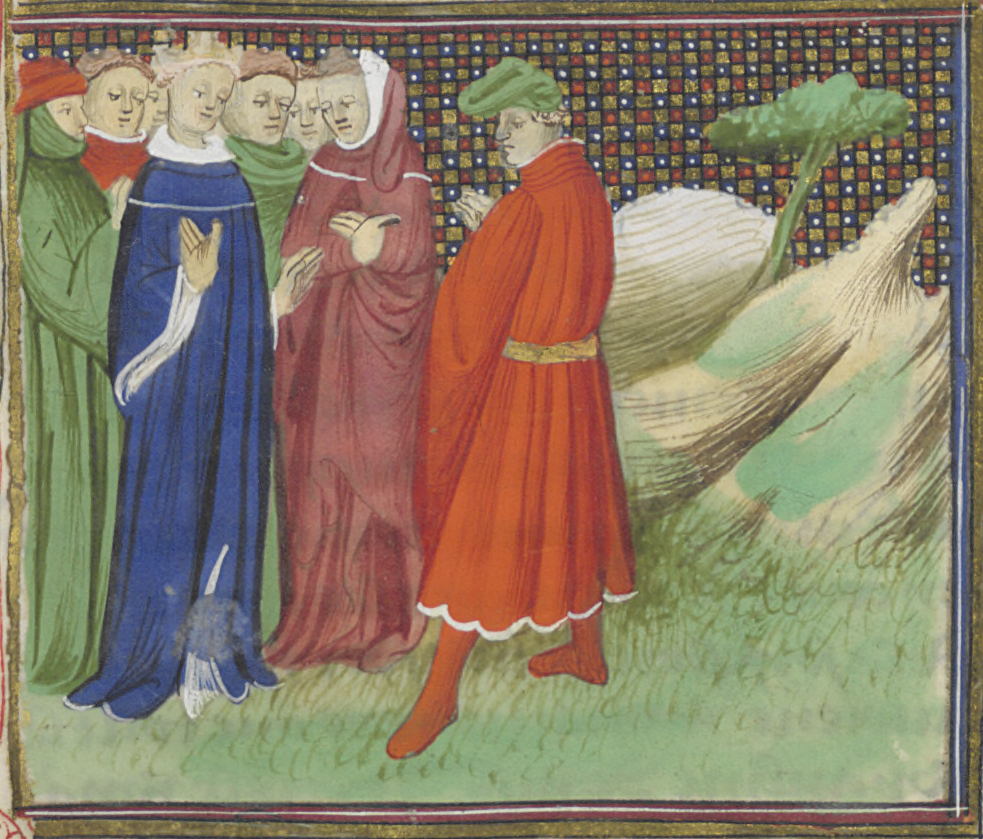
Edoardo III d'Inghilterra e Roberto III d'Artois

Figlio di Filippo d'Artois signore di Conches-en-Ouche, e di Bianca di Bretagna, figlia del duca di Bretagna Giovanni II, entrambi di ascendenza capetingia, la morte prematura del padre nella battaglia di Furnes contro i Fiamminghi nel 1298 gl'impedì la successione diretta alla contea d'Artois: quando morì anche il nonno Roberto II, alla battaglia di Courtrai quattro anni dopo, fu la di lui figlia Mahaut (chiamata anche Matilde) a prendere possesso dell'eredità e quindi della Contea. Per via della giovane età, Roberto non poté opporsi alla zia nel far valere i diritti ereditati dal padre, e nel corso del tempo il rancore e gli intrighi tra Matilde e Roberto segnarono tutto un periodo di attriti tra Francia ed Inghilterra, appena prima lo scoppio della guerra dei cent'anni.
Grazie al matrimonio con Giovanna di Valois, sorella del re di Francia Filippo VI, Roberto guadagnò una certa influenza in seno al Consiglio reale, e se ne servì per tentare di riprendere a Mahaut, per via legale, quella che considerava come la propria contea.
Dopo la morte di Mahaut, nel 1329, il re di Francia prese la Contea sotto tutela. Forte dell'esempio della successione vigente nella contea delle Fiandre, Roberto ingaggiò una nuova battaglia giudiziaria, giungendo nel 1331 a servirsi di mezzi illeciti: produsse infatti un documento falso, creato dall'avventuriera Jeanne de Divion, attestante la volontà di suo padre per una successione in suo favore. L'intrigo venne scoperto: la falsaria venne bruciata sul rogo, Giovanna di Valois fu imprigionata coi figli a Château Gaillard, mentre Roberto, perso il processo e ogni diritto sull'Artois, fu spogliato di ogni bene e messo al bando (1332).
Ebbe così inizio per lui un esilio tra contea delle Fiandre, ducato di Brabante, Avignone, ed infine l'Inghilterra: qui, aggregatosi alla corte di Edoardo III nel 1334 o dicembre 1336, andò in cerca di vendetta. Diventato uno dei consiglieri più ascoltati di Edoardo, spronò il sovrano inglese a dichiarare guerra per rivendicare la Corona di Francia, e gli fornì preziose informazioni sulla situazione francese, oltre che contatti con la nobiltà del nord del Paese, ostile ai Capetingi.
Fu gravemente ferito nell'ottobre 1342 di fronte a Vienne, mentre combatteva nelle file inglesi. Tornò in Inghilterra per ricevere cure, ma morì poco dopo a Londra, ricevendo sepoltura nella cattedrale di San Paolo.

## Discendenza
Dal suo matrimonio con Giovanna di Valois, figlia di Carlo di Valois e di Caterina I di Courtenay, aveva avuto:
- Luigi (1320-1329)
- Giovanni (1321-1387), conte d'Eu
- Giovanna (1323-1324)
- Giacomo (1325-prob. 1347[4])
- Roberto (1326-prob. 1347[4])
- Carlo (1328-1385), conte di Longueville e di Pézenas.

## In letteratura
- Maurice Druon ne ha fatto il personaggio principale della serie di romanzi storici Les Rois maudits (I re maledetti).

## Ascendenza
|                         |                        |                          | Genitori                           |  |  | Nonni |  |  | Bisnonni           |  |  | Trisnonni             |  |
|                         |                        |                          |                                    |  |  |       |  |  | Roberto I d'Artois |  |  | Luigi VIII di Francia |  |
|                         |                        |                          |                                    |  |  |       |  |  | Roberto I d'Artois |  |  | Luigi VIII di Francia |  |
|                         |                        | Bianca di Castiglia      |                                    |  |  |       |  |  | Roberto I d'Artois |  |  |                       |  |
| Roberto II d'Artois     |                        |                          |                                    |  |  |       |  |  | Roberto I d'Artois |  |  |                       |  |
|                         |                        | Matilde del Brabante     | Enrico II di Brabante              |  |  |       |  |  |                    |  |  |                       |  |
|                         |                        | Matilde del Brabante     | Enrico II di Brabante              |  |  |       |  |  |                    |  |  |                       |  |
|                         |                        | Matilde del Brabante     | Maria di Svevia                    |  |  |       |  |  |                    |  |  |                       |  |
| Philippe d'Artois       |                        | Matilde del Brabante     |                                    |  |  |       |  |  |                    |  |  |                       |  |
|                         |                        | Pierre di Courtenay      | Roberto di Courtenay               |  |  |       |  |  |                    |  |  |                       |  |
|                         |                        | Pierre di Courtenay      | Roberto di Courtenay               |  |  |       |  |  |                    |  |  |                       |  |
|                         |                        | Pierre di Courtenay      | Matilda di Mehun                   |  |  |       |  |  |                    |  |  |                       |  |
| Amicie de Courtenay     |                        | Pierre di Courtenay      |                                    |  |  |       |  |  |                    |  |  |                       |  |
|                         |                        | Pétronille di Joigny     | Gaucher di Joigny                  |  |  |       |  |  |                    |  |  |                       |  |
|                         |                        | Pétronille di Joigny     | Gaucher di Joigny                  |  |  |       |  |  |                    |  |  |                       |  |
|                         |                        | Pétronille di Joigny     | Amicie di Montfort                 |  |  |       |  |  |                    |  |  |                       |  |
| Roberto III d'Artois    |                        | Pétronille di Joigny     |                                    |  |  |       |  |  |                    |  |  |                       |  |
|                         | Giovanni I di Bretagna | Pietro I di Bretagna     |                                    |  |  |       |  |  |                    |  |  |                       |  |
|                         | Giovanni I di Bretagna | Pietro I di Bretagna     |                                    |  |  |       |  |  |                    |  |  |                       |  |
|                         | Giovanni I di Bretagna | Alice di Thouars         |                                    |  |  |       |  |  |                    |  |  |                       |  |
| Giovanni II di Bretagna | Giovanni I di Bretagna |                          |                                    |  |  |       |  |  |                    |  |  |                       |  |
|                         |                        | Blanca di Navarra        | Tebaldo I di Navarra               |  |  |       |  |  |                    |  |  |                       |  |
|                         |                        | Blanca di Navarra        | Tebaldo I di Navarra               |  |  |       |  |  |                    |  |  |                       |  |
|                         |                        | Blanca di Navarra        | Agnes di Beaujeu                   |  |  |       |  |  |                    |  |  |                       |  |
| Bianca di Bretagna      |                        | Blanca di Navarra        |                                    |  |  |       |  |  |                    |  |  |                       |  |
|                         |                        | Enrico III d'Inghilterra | Giovanni d'Inghilterra             |  |  |       |  |  |                    |  |  |                       |  |
|                         |                        | Enrico III d'Inghilterra | Giovanni d'Inghilterra             |  |  |       |  |  |                    |  |  |                       |  |
|                         |                        | Enrico III d'Inghilterra | Isabella d'Angoulême               |  |  |       |  |  |                    |  |  |                       |  |
| Beatrice d'Inghilterra  |                        | Enrico III d'Inghilterra |                                    |  |  |       |  |  |                    |  |  |                       |  |
|                         |                        | Eleonora di Provenza     | Raimondo Berengario IV di Provenza |  |  |       |  |  |                    |  |  |                       |  |
|                         |                        | Eleonora di Provenza     | Raimondo Berengario IV di Provenza |  |  |       |  |  |                    |  |  |                       |  |
|                         |                        | Eleonora di Provenza     | Beatrice di Savoia                 |  |  |       |  |  |                    |  |  |                       |  |
|                         |                        | Eleonora di Provenza     |                                    |  |  |       |  |  |                    |  |  |                       |  |